# Ной-Гюльце
Ной-Гюльце (нем. Neu Gülze) — община в Германии, в земле Мекленбург-Передняя Померания.
Входит в состав района Людвигслуст. Подчиняется управлению Бойценбург-Ланд.  Население составляет 795 человек (на 31 декабря 2010 года). Занимает площадь 12,97 км².
Коммуна подразделяется на 3 сельских округа.